# AppleTalk

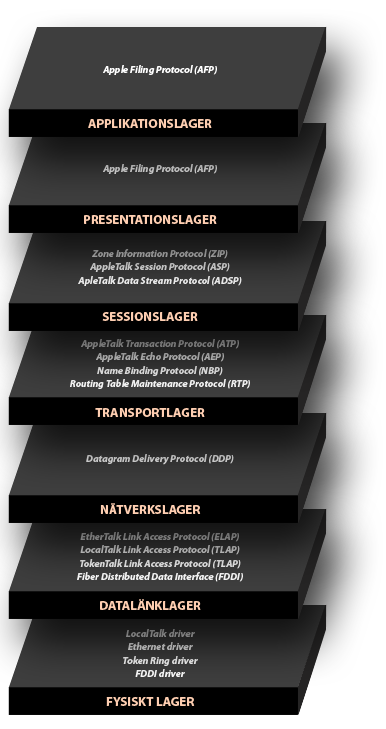
Las capas de protocolos AppleTalk en relación con el modelo OSI de comunicación informática.

Appletalk es un conjunto de protocolos desarrollados por Apple Inc. para la interconexión de redes locales. Fue incluido en un Macintosh Apple en 1984 y actualmente está en desuso en los Macintosh en favor de las redes TCP/IP.

## Historia
- 1984:Desarrollo e inclusión en un Macintosh
- 1985: En ese tiempo solo se compartían impresoras utilizando el concepto del Selector o Chooser.
- 1986: Se introducen los encaminadores, su función es la de separar redes en pequeñas porciones para evitar la saturación y el tráfico.
- 1987: Se introduce EtherTalk y un servidor de archivos. Hasta este año se comparten archivos y se tiene un servidor como tal.
- 1988: Se introducen VAXes y PC's a la red. En este momento se dan las primeras conexiones de Macintosh con otros ambientes.
- 1989: Ya se tienen miles de nodos EtherTalk. Se introducen las primeras interconexiones a redes de Internet.

## Fases
Podemos dividir Appletalk en dos fases en cuanto a sus características:

### Fase 1 (1985)
- Velocidad de 230,4kbit/s.
- Distancia máxima de 305 metros.
- 32 nodos máximos por red LAN.

### Fase 2 (1989)
- Organización de la red en zonas.
- Más de 255 nodos por red LAN.
- Introducción de EtherTalk, TokenTalk y LocalTalk para IBM PC.
- Aparición de un conector más simple de usar (AppleAUI).

## Versiones
- Para IBM PC y compatibles.
- Para Apple IIGS.

Disponible para la mayoría de:
- Impresoras de red (sobre todo en impresoras láser).
- Algunos servidores de archivos.
- Una serie determinada de enrutadores.

## Diseño
El diseño de Appletalk se basa en el modelo OSI pero a diferencia de otros de los sistemas LAN no fue construido bajo el sistema Xerox XNS, no tenía Ethernet y tampoco tenía direcciones de 48 bit para el encaminamiento.

## Direccionamiento
En este protocólo se incluyeron una serie de características que permitieron que las redes locales se conectasen sin configuración previa o necesidad de un router o servidor.
Appletalk está equipado para asignar direcciones y configurar cualquier enrutamiento de manera automática.

## Protocolos
Protocolos de Appletalk en el modelo OSI
| Capas-OSI | Protocolos AppleTalk | Protocolos AppleTalk | Protocolos AppleTalk | Protocolos AppleTalk | Protocolos AppleTalk | Protocolos AppleTalk | Protocolos AppleTalk |      |
| 7         |                      |                      | AFP                  | PAP                  |                      |                      |                      |      |
| 6         |                      |                      | AFP                  | PAP                  |                      |                      |                      |      |
| 5         | ZIP                  | ZIP                  | ASP                  |                      | ADSP                 |                      |                      |      |
| 4         |                      | ATP                  | ATP                  | ATP                  |                      | AEP                  | NBP                  | RTMP |
| 3         | DDP                  | DDP                  | DDP                  | DDP                  | DDP                  | DDP                  | DDP                  | DDP  |
| 2         |                      | LLAP                 | ELAP                 | TLAP                 | FDDI                 | ←AARP                |                      |      |
| 1         |                      | LocalTalk            | Ethernet             | Token Ring           | FDDI                 |                      |                      |      |

### Nivel 1
- LocalTalk → Se basa en un sistema de cable de par trenzado y un transceptor funcionando a una velocidad de 230,4 kbit/s.
- Ethernet → Estándar de conexión a la red que utiliza una tarjeta física.
- Token Ring → Arquitectura de red con topología física en anillo.
- FDDI → Interfaz de datos distribuida por fibra.

### Nivel 2
- AARP (AppleTalk Address Resolution Protocol) → Se emite un paquete pidiendo una dirección de red (que necesita el dispositivo para conectarse), hasta que se encuentra una dirección que no posea ningún equipo, al encontrarla ésta se utilizará para el equipo.

### Nivel 3
- DDP (Datagram Delivery Protocol) → Realiza el transporte de datos de bajo nivel.

### Nivel 4
- ATP (AppleTalk Transaction Protocol) → Lee la solicitud y devuelve una respuesta.
- AEP (AppleTalk Echo Protocol) → Genera paquetes que son enviados al nodo, el paquete se copia, y un campo en el paquete se altera para crear un paquete de respuesta, el cual es devuelto al nodo de origen (el que generó el primer mensaje).
- NBP (Name Binding Protocol) → Se registra bajo un nombre. En el caso de que se quiera un servicio, NBP consulta para encontrar dicho servicio.
- RTMP (Routing Table Maintenance Protocol) → Los enrutadores se mantienen informados mutuamente en todo momento sobre la topología de la red.

### Nivel 5
- ZIP (Zone Information Protocol) → Asocia los números de red de Appletalk con nombres de zonas.
- ASP (AppleTalk Session Protocol) → Solicita respuestas a las órdenes, y realiza consultas de estado fuera de banda.
- ADSP (AppleTalk Data Stream Protocol) → El intento de conexión puede ser rechazado. Una vez sea cortada la conexión de una de las partes, esta será cerrada.

### Nivel 6 y 7
- AFP (Apple Filling Protocol) → Se comunica con los servidores de archivos de AppleShare.
- PAP (Printer Access Protocol) → Permitía la comunicación con impresoras PostScrip.

## Hardware
El hardware inicial por defecto para Appletalk era un protocolo de alta velocidad conocido como LocalTalk que utilizaba los puertos RS-422 del Macintosh a 230,4 kbit/s. LocalTalk dividía el puerto RS-422 para proporcionar un cable de subida y de bajada en un solo puerto.
El sistema sería lento actualmente, pero gracias a su relación coste/complejidad los Macs solían ser las únicas máquinas en red de muchos negocios.
Un sustituto común para LocalTalk era PhoneNet, una solución alternativa (de una compañía llamada Farallon) que también utilizó el puerto RS-422 y era menos costoso de instalar y mantener. Ethernet y el token ring también fueron usados, conocido como EtherTalk y TokenTalk respectivamente. EtherTalk se convirtió gradualmente en el método dominante para Appletalk mientras que Ethernet se popularizó en la industria del PC a través de los años 90.